# Ashfield cum Thorpe
Ashfield cum Thorpe är en civil parish i Mid Suffolk i Storbritannien. Den ligger i grevskapet Suffolk och riksdelen England, i den sydöstra delen av landet, 120 km nordost om huvudstaden London. Orten har 187 invånare (2001).
Kustklimat råder i trakten. Årsmedeltemperaturen i trakten är 9 °C. Den varmaste månaden är juni, då medeltemperaturen är 17 °C, och den kallaste är december, med 0 °C.